# People Are Strange
People Are Strange è il terzo singolo dei Doors, pubblicato nel 1967 come primo estratto dall'album Strange Days.

## Descrizione
Il brano People Are Strange venne composta all'inizio del 1967 dopo che Robby Krieger e Jim Morrison ebbero raggiunto a piedi la cima di Laurel Canyon. Il batterista della band, John Densmore, ricordò il processo di scrittura della canzone nel libro Riders on the Storm. Lui e il chitarrista Robby Krieger, che diventarono poi coinquilini, ricevettero la visita di Jim Morrison "profondamente depresso". Su suggerimento di Krieger, fecero una passeggiata lungo Laurel Canyon. Morrison tornò "euforico" dalla passaggiata con i primi testi di People Are Strange. Krieger, incuriosito dai nuovi testi, era convinto che la canzone diventasse un successo dopo aver ascoltato la melodia vocale.
(John Densmore)
Il singolo si piazzò al 12º posto nella Billboard Hot 100, la classifica dei 100 singoli più venduti e più trasmessi dalle radio negli Stati Uniti ed entrò nella top 10 della Cash Box. La canzone, scritta da Jim Morrison insieme a Robby Krieger, fu cantata in apertura dell'Ed Sullivan Show in diretta nazionale il 17 settembre 1967.

## Tracce
1. People Are Strange – 2:10 (The Doors)
2. Unhappy Girl – 1:58 (The Doors)

## Classifiche
| Classifica (1967) | Posizione massima |
| ----------------- | ----------------- |
| U.S. Hot 100      | 12                |
| Cash Box          | 10                |

## Formazione
- Jim Morrison - voce, cori
- Ray Manzarek - Vox Continental, tack piano, cori
- Robby Krieger - chitarra ritmica
- John Densmore - batteria

### Altri musicisti
- Douglass Lubahn - basso

### Produzione
- Paul A. Rothchild - produzione
- Bruce Botnick - ingegneria del suono

## Cover

### Echo & the Bunnymen
Il gruppo musicale inglese Echo & the Bunnymen registrò una cover di People Are Strange per la colonna sonora del film Ragazzi perduti del 1987. Successivamente venne pubblicato come singolo nello stesso anno raggiungendo il n° 29 della classifica britannica nel febbraio 1988 e il n° 13 di quella irlandese nel 1991. La canzone venne prodotta dal tastierista dei Doors Ray Manzarek. Il lato B fu lo stesso del singolo precedente Bedbugs and Ballyhoo.

#### Tracce
7"
Lato 1
1. People Are Strange - 3:36 (testo: Morrison - musica: Morrison, Krieger)

Lato 2
1. Run, Run, Run (Live) - 3:51 (Reed)

12"
Lato A
1. Lips Like Sugar (testo: McCulloch - musica: Sergeant, McCulloch, Pattinson)
2. Rollercoaster (testo: McCulloch - musica: Echo & the Bunnymen)

Lato AA
1. People Are Strange - 3:36 (testo: Morrison - musica: Morrison, Krieger)

CD (1991)
1. People Are Strange - 3:36 (testo: Morrison - musica: Morrison, Krieger)
2. Paint It Black (Live)- 3:20 (Jagger, Richards)
3. Run, Run, Run (Live) - 3:46 (Reed)
4. Friction (Live) - 4:40 (Verlaine)

#### Formazione
- McCulloch - voce, chitarra
- Will Sergeant - chitarra
- Les Pattinson - basso
- Pete de Freitas - batteria

Produzione
- Ray Manzarek - produzione in People Are Strange
- Lars Aldman - produttore in Paint It Black, Run, Run, Run e Friction
- Michael Bergek - ingegneria del suono in Paint It Black, Run, Run, Run e Friction

#### Classifiche
| Classifica (1988) | Posizione massima |
| ----------------- | ----------------- |
| Regno Unito       | 29                |
| Irlanda           | 21                |
| Classifica (1991) |                   |
| Regno Unito       | 34                |
| Irlanda           | 13                |

### Stina Nordenstam
La cantautrice svedese Stina Nordenstam registrò una versione di People Are Strange sull'album di cover omonimo. Un remix venne pubblicato in concomitanza con l'album. Il remix UNKLE appare come traccia bonus sulla versione giapponese dell'album, e si trova anche sul cofanetto di UNKLE, Eden.

#### CD
1. People Are Strange (UNKLE Mix) - 5:39
2. People Are Strange (Album Version) - 3:35
3. People Are Strange (Techno Animal Remix) - 8:35

#### 12"
Lato A1
1. People Are Strange (UNKLE Mix) - 5:39

Lato B1
1. People Are Strange (Techno Animal Remix) - 8:35

Venne distribuito anche un CD promozionale di 3:56 radio edit remix di UNKLE.

### Altre cover
- Nel 1987 i Brave Combo fecero una cover della canzone nell'album Musical Varieties.
- Nel 1992 Edward Furlong nell'album Hold on Tight.
- Nel 1998 gli Alvin and the Chipmunks nell'album The A-Files: Alien Songs.
- Nel 2000 i Twiztid nell'album Freek Show.
- Nel 2002 il pianista George Winston nell'album Night Divides the Day – The Music of the Doors.
- Nel 2005 Tori Amos fece una cover dal vivo.
- Nel 2007 gli Evanescence reinterpretarono il brano molte volte durante il tour Family Values Tour 2007.
- Nel 2007 Bob Brozman nell'album Post Industrial Blues.
- Nel 2008 il gruppo psychobilly The Lucky Devils nell'album Goin' Mad.
- Nel 2008 la band canadese Johnny Hollow nell'album, Dirty Hands.
- Nel 2011 ne fecero una parodia The Skimmity Hitchers (un gruppo del sud-est dell'Inghilterra) nell'album Game, Sett and Natch col titolo People Arr Strange.
- Nel 2012 la canzone venne reinterpretata in ucraino dal cantante Yuriy Veres e dalla band Kamyaniy gist nell'album 60/70.[6].
- Butch Walker eseguì una cover del brano in un album tributo ai Doors.
- Tiny Tim fece anche una cover dalla canzone.[7]
- Inês Laranjeira fece una cover durante lo show portoghese Idolos, dove il tema era "Le più grandi band di sempre".
- L'artista francese Yodelice fece una cover del brano specialmente per l'emittente franco-tedesca Arte nel programma Summer of Arte.

### Nella cultura di massa
Il personaggio Randall Curtin cita la canzone (in particolare il testo “Faces look ugly when you’re alone”) nell'episodio Meadowlands (1.04) della serie I Soprano.